# Agroécologie
Ne doit pas être confondu avec Écoagriculture.
L’agroécologie, ou agro-écologie, est un ensemble de théories et de pratiques agricoles nourries ou inspirées par les connaissances de l'écologie, de la science agronomique et du monde agricole.
Ces idées et pratiques concernent donc l'agriculture, l'écologie, et l'agronomie, les sciences sociales, mais aussi des mouvements sociaux ou politiques, notamment écologistes,. 

## Histoire et définitions
L’agroécologie comme science apparaît dans les champs de recherche de l’agronomie et de l’écologie. Au cours de son développement, elle mobilise largement toutes les sciences sociales.
Le terme est utilisé pour la première fois en 1928 par Basil Bensin, un agronome américain d’origine russe, pour décrire l'utilisation de méthodes écologiques appliquées à la recherche agronomique,. Dans les années 1950, l'écologue et zoologiste allemand Tischler utilise le terme pour décrire le résultat de ses recherches sur la régulation des ravageurs par la gestion des interactions entre les composantes physiques, chimiques, biotiques et humaines des agrosystèmes. Différents travaux de recherche, à ces époques, mobilisent des approches d'agroécologie, sans explicitement utiliser le terme. C'est le cas des travaux du zoologiste allemand Friederichs sur la défense des cultures dans les années 1930, des travaux de l'agronome américain Klages sur les systèmes de culture dans les années 1920-1940, ou de la définition de l'agronomie proposée par Stéphane Hénin dans les années 1960.
L'agroécologie, en tant que science appliquant les principes de l'écologie à l'agriculture, continue à se développer au cours des années 1960 et 1970. Une des évolutions importantes de cette période est la création du concept d'agroécosystème, par l'écologue Eugene Odum. Mais c'est dans les années 1980 que l'agroécologie émerge véritablement, dans les travaux d'agronomes et d'écologues étudiant les systèmes agricoles de l'Amérique latine. Ces chercheurs cherchent des alternatives au modèle de développement de la révolution verte, dont ils observent les limites sur le terrain (dégradations environnementales, impacts sociaux, économiques et culturels). Un événement marquant est la publication en 1983 du livre Agroécologie, les bases scientifiques d'une agriculture alternative, par Miguel Altieri, professeur à l’université de Berkeley. Ce livre est traduit en espagnol et en français dès 1986. Une des nouveautés des années 1980 et 1990 est l'application de l'agroécologie aux objectifs de durabilité de l'agriculture. En 1995, Altieri définit l'agroécologie ainsi : « L'agro-écologie est la science de la gestion des ressources naturelles au bénéfice des plus démunis confrontés à un environnement défavorable ». Au-cours des années 1990 et 2000, l'agroécologie étend son champ d'étude, passant de l'échelle de l'agroécosystème à l'échelle de la ferme, du paysage, puis du système agraire, c'est-à-dire à l'ensemble des composantes écologiques et sociales contribuant à la production, la distribution et la consommation de la nourriture. L'agroécologie est définie par Francis, en 2003, comme "l'écologie des systèmes alimentaires".
Ces approches développées dans le cadre de la recherche scientifique ont rapidement rencontré les préoccupations de mouvements sociaux ruraux d'Amérique latine, qui sont à l'origine du développement des pratiques agroécologiques, dans les années 1980, et de l'agroécologie comme mouvement social interrogeant les relations entre agriculture et société, dans les années 1990. 
Les pratiques agroécologiques apparaissent dans l'Amérique latine des années 1980, particulièrement au Mexique, comme alternatives aux pratiques agricoles promues par la révolution verte. Elles visent à augmenter la production des petits paysans sans recours massif aux intrants issus de la synthèse chimique. Le mouvement de l'agriculture alternative, né au Brésil dans les années 1970, opposé aux politiques de modernisation de l'agriculture et défendant les intérêts des petits agriculteurs, est une des bases de l'agroécologie en tant que mouvement. Les mouvements agroécologiques, très divers dans leurs formes, mettent en avant les questions de souveraineté et de sécurité alimentaire, de développement rural, et d'autonomie des agriculteurs.

### Agroécologie en France
En France, à partir des années 1970, des personnalités emblématiques comme René Dumont, Pierre Rabhi, Georges Toutain, Marc Dufumier, Dominique Soltner ont suggéré ou évoqué explicitement un rapprochement entre agrosystèmes et écosystèmes, prônant le respect de la nature, intégrant les dimensions économiques, sociales et politiques et visant à une meilleure intégration de l'agriculture dans la société. Néanmoins, le concept d'agroécologie a été utilisé tardivement en France, surtout à partir des années 2000. Selon Wezel, cela est dû d'une part à la dissociation des disciplines de l'agronomie et de l'écologie dans le système d'enseignement et de recherche français, et d'autre part au développement d'une approche holistique propre à l'agronomie française, incluant les sciences sociales, qui a mené au développement d'approches similaires à celles de l'agroécologie sans nécessiter de changer le nom de la discipline.
Dans les années 2000, la notion de services écosystémiques (parfois critiquée parce qu'utilitariste), et celle d'agriculture écologiquement intensive, introduites à la suite du Grenelle de l'environnement, prennent de l'importance. 
La pratique agroécologique est aussi devenue un mode de production agricole faisant l'objet d'études, à l'image des travaux menés dans ce domaine par le CIRAD et l'INRA. En 2010, l'INRA fait de l'agroécologie un de ses deux axes de recherche prioritaires,.
En raison des enjeux économiques agricoles qui lui sont liés, il pèse sur elle d'importantes tensions liés à sa définition. Certains acteurs du monde agricole, de tradition productiviste, tendent à la définir comme un "verdissement" de l'agriculture industrielle ou à l'assimiler à d'autres notions comme l'Agriculture écologiquement intensive,, (adoptée dans les années 2010 en France comme axe stratégique par la coopérative Terrena et comme orientation pour la chambre d’agriculture de Bretagne).
Le 5 septembre 2012, Stéphane Le Foll, ministre socialiste de l'Agriculture, a commandé à Marion Guillou (ex-PDG de l'INRA) un rapport, sur l'agro-écologie (AEF no 14773), pour un modèle de production « plus économe en intrants et en énergie, tout en assurant durablement leur compétitivité ». Marion Guillou, à partir des retours d'expériences pionnières (françaises ou étrangères), propose un modèle à la française, avec des accompagnements et des efforts de formation passant par une réforme de l'enseignement et de la formation agricoles et peut-être un « certificat d'économie d'intrants » (eau, engrais, produits phytosanitaires). Pour inciter à réduire l'utilisation d'intrants (qui a encore augmenté en 2012), Marion Guillou propose :
- de s'inspirer des certificats d'économies d'énergie pour inciter les vendeurs de pesticides et d'engrais à en vendre moins, en rémunérant les efforts, plutôt qu'en taxant ;
- d'étudier au cas par cas des projets de retenues collinaires ;
- avec éventuel relèvement du prix de l'eau d'irrigation afin de « créer une séparation nette entre les activités de conseil et de vente » (comme Delphine Batho l'avait proposé 3 mois plus tôt[20]).

En 2013, un rapport thématique intitulé « la thématique, "biodiversité et agriculture" dans les projets de recherche et développement français » (Rapport d’étude ACTA/FRB) a été produit par l'association de coordination technique agricole (ACTA) et la Fondation pour la recherche sur la biodiversité (FRB), afin d'aider à une mobilisation de tous les acteurs de la biodiversité pour notamment « co-construire des projets de recherche à l’interface science / société ». Ce rapport analyse des projets de R&D agricole « CASDAR » portant sur la biodiversité, pour faire un point sur :
- « l’évolution de la prise en compte de la biodiversité et des approches adoptées dans les projets »
- « les acteurs impliqués et leurs réseaux de collaborations », dans le monde de la recherche sur agriculture & biodiversité.
En 2013, un appel à projets intitulé « Mobilisation collective pour l’agro-écologie » a été lancé par le CASDAR pour « soutenir et amplifier la diffusion de démarches collectives territoriales ascendantes en faveur de l’agro-écologie et de formes d’agricultures performantes sur les plans économique et environnemental ».
Le projet agroécologique pour la France, publié par le ministère de l'agriculture en 2013, constitue la première étape de l'inscription de l'agroécologie dans les politiques agricoles françaises.
La Loi d’Avenir pour l’Agriculture, l’Alimentation et la Forêt, adoptée en 2014, vise à promouvoir le développement des pratiques agroécologiques, notamment par la création des Groupements d'Intérêt Economique et Environnemental et par l'introduction de l'agroécologie dans l'enseignement agricole.

### Agroécologie en Europe
Les performances économiques des fermes agroécologiques sont supérieures (de 10 à 110 %) aux fermes conventionnelles en Europe.

## Agroécologie comme mouvement
L'agroécologie comme mouvement apparaît en Amérique latine, lorsque des mouvements sociaux commencent à s'intéresser aux pratiques agroécologiques. C'est le cas, au Brésil, du mouvement de l'agriculture alternative et du mouvement des sans-terres, qui constatent dans les années 1980-1990 l'incapacité des paysans à sortir de la misère, même après l'accès à la terre, en raison d'une production trop faible et d'une incapacité à acheter des intrants. Ils se tournent alors vers les pratiques agroécologiques. MAELA (Movimiento Agroecológico de América Latina y el Caribe) fait également partie de ces mouvements. En Europe, l'agroécologie comme mouvement social est portée par une diversité d'acteurs, parmi lesquels le mouvement paysan international La Via Campesina et le mouvement Nyéléni (https://nyeleni.org/). A noter l'existence concomitante du mouvement de l'agriculture biologique. En Belgique, la plateforme d'organisations Agroecology In Action (https://www.agroecologyinaction.be/) milite dans les sphères agricoles, sociales, de santé, environnementale pour étoffer et amplifier l'approche agroécologique. Pierre Rabhi représente une exception notable en France, avec Terre et Humanisme et le mouvement des colibris, un mouvement ayant la particularité de toucher plus les urbains que les agriculteurs. Les ONG AVSF et Agrisud International rejoindront ensuite cette mobilisation.
Ces mouvements développent une approche explicitement politique de l'agroécologie, comme dans la déclaration du Forum International sur l'agroécologie de 2015 : « L'agroécologie est politique ; elle nous demande de remettre en cause et de transformer les structures de pouvoir de nos sociétés. Nous devons placer le contrôle des semences, de la biodiversité, des terres et territoires, de l'eau, des savoirs, de la culture, des biens communs et des espaces communautaires entre les mains de celles et ceux qui nourrissent le monde ».
Le « mouvement de l'agroécologie » est lié à la pratique agroécologique de terrain, puisque le mouvement s'enracine dans les pratiques locales et que les pratiques prennent du sens dans un mouvement global. En effet, les tenants de l'agroécologie se défendent d'une approche uniquement technique ou techniciste. Ils prônent une approche globale (holistique), la reconnaissance des savoirs et savoir-faire paysans, et une valorisation des synergies.
La démarche vise à (ré)associer ou (ré)concilier le développement agricole à la protection de l'environnement et à la biodiversité (sauvage et domestique) : utilisation respectueuse des ressources locales, application du biomimétisme, c'est-à-dire "copier" la nature pour ce qui concerne les processus intéressants pour l'agriculture. Cela peut passer, le cas échéant, par des opérations de renaturation.
Les mouvements agroécologiques accordent une grande importance aux questions de souveraineté et de sécurité alimentaire, de développement rural, et d'autonomie des agriculteurs. Maria Elena Martinez-Torres et Peter Rosset (2014) indiquent en s'appuyant sur l'activité de La Via Campesina que l'agroécologie et la souveraineté alimentaire n'ont pas de sens l'un sans l'autre. L'argument avancé est que l'agroécologie systémique est vouée à l'échec si elle ne prend pas en considération et ne se met pas au service des dimensions et revendications humaines portées par le mouvement de la souveraineté alimentaire.
Il s'agit souvent aussi de faire évoluer une agriculture à orientation quantitative vers une agriculture plus qualitative, ce qui implique un changement de buts et de moyens. Une dimension de commerce de proximité est souvent présente.

## Agroécologie comme ensemble de pratiques agricoles
L'agroécologie propose avant tout des systèmes de production agricole basés sur les processus et fonctions écosystémiques, comme l'agriculture biologique, la permaculture, l'agriculture naturelle ou l'agriculture de conservation, ou encore l'agroforesterie, alors que l'agriculture industrielle issue de la révolution agricole ou de la Révolution verte pense la production à partir des intrants. Pour C. Dupraz l'agriculture pourrait évoluer à moyen ou long terme en passant d'une logique d'exploitation du sol et d'autres ressources naturelles à une logique de « gestion d’écosystèmes cultivés ».
Le conseil prescriptif, c'est-à-dire la préconisation de pratiques agricoles « clé en main », est problématique en agroécologie, en raison des caractéristiques des organismes qui sont à l'origine des services écosystémiques : manque de connaissances sur le comportement des organismes dans les agroécosystèmes ; effet important du contexte local sur l'activité et le développement des organismes ; difficulté à contrôler les organismes et présence de conséquences inattendues ou indésirables ; difficulté à évaluer l'effet des organismes sur le fonctionnement de l'agroécosystème. Dans ces conditions, caractérisées par un déficit de connaissance et la difficulté d'évaluer les conséquences des décisions, la gestion adaptative est souvent mieux adaptée. La gestion adaptative est un processus d'apprentissage itératif, qui est basé sur un suivi constant de l'agroécosystème afin d'adapter les pratiques agricoles, de produire de la connaissance et de réduire l'incertitude.
Altieri propose cinq principes pour développer les pratiques agroécologiques :
- permettre le recyclage de la biomasse et des nutriments ;
- maintenir des conditions de sol favorables à la croissance végétale, en maintenant un niveau de matière organique suffisant dans le sol[42] ;
- optimiser l'utilisation des ressources (eau, sol, lumière, nutriments) et minimiser leurs pertes[43] ;
- augmenter la diversité des espèces et des variétés cultivées, dans l'espace et dans le temps ;
- favoriser les interactions positives entre les différents organismes présents dans l'agroécosystème (facilitation écologique).

Depuis 2017, GECO une application Web sémantique et collaborative dédiée à la transition agroécologique basée sur de nouvelles pratiques a été mise en ligne. Développé par l'ACTA, Irstea, l’Inra et le RMT "Systèmes de culture innovants", l’outil se compose d’un espace de connaissances à base de fiches classées par type (Technique, Auxiliaire, Bio-agresseur, Culture…), reliées entre elles, et d’un espace d’échanges permettant de partager des expériences entre les acteurs de la filière (agriculteurs, conseillers, formateurs, chercheurs…) et de réagir aux fiches de l'outil.

### Pratiques agroécologiques

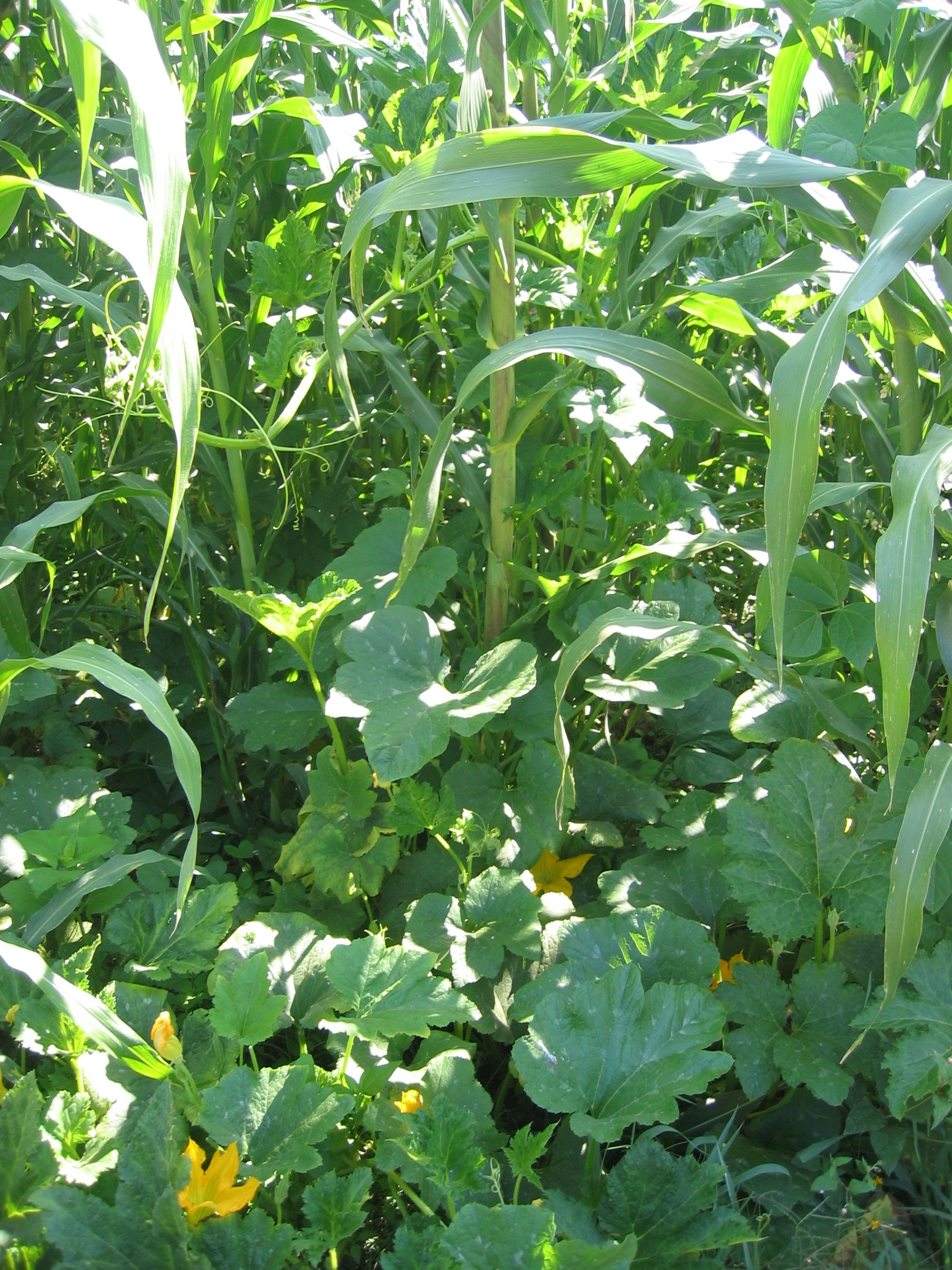
Association culturale maïs-haricot-courge, cultures complémentaires dites des trois sœurs, dans la région du Mixtepec au Mexique.

Les principales[réf. souhaitée] pratiques agroécologiques sont :
- Accroissement de la biodiversité en évitant les monocultures qui ont besoin d'intrants en énergie, pesticides et engrais. Ceci inclut l'utilisation de rotations longues et de cultures associées[45], qui permettent de profiter de la facilitation ou de la complémentarité des niches écologiques des différentes espèces (milpa, associations céréales-légumineuses, jardins créoles…).
- Le non-travail du sol qui respecte sa structure et maintient les populations des divers micro-organismes et animaux dans les horizons du sol. Un couvert végétal quasi permanent est recherché pour limiter l'érosion et structurer le sol. Des techniques comme le non labour ou le paillis sont encouragées.
- La fertilisation obtenue au moyen des engrais verts, de compost ou de digestat. L'objectif est le maintien d'un taux d'humus élevé assurant une fertilité durable et garantissant une alimentation hydrique plus régulière. Ces moyens, souvent peu coûteux, sont accessibles aux paysans les plus pauvres. L'agroforesterie peut s'inscrire dans ce processus comme le montrent les expériences pratiques utilisant le Gliricidia sepium.
- Les traitements phytosanitaires naturels, réduits au minimum, biodégradables et traditionnellement utilisés dans la lutte contre les parasites. Des méthodes comme le Push-pull sont encouragées et la recherche d'équilibres écologiques à l'aide de cultures associées, de plantes de service ou par le maintien de zones refuges en bordure des parcelles sont recherchés, afin de défavoriser les ravageurs et de favoriser les auxiliaires des cultures[46]. Ils s'inscrivent dans le cadre de la lutte biologique par conservation. Des phénomènes d'allélopathie peuvent également être favorisés[46].
- La présence d'antagonistes des pathogènes et ravageurs telluriques peut être favorisée, ainsi que le développement de la suppressivité du sol[46].
- L'utilisation de plantes constituant une barrière physique au déplacement des ravageurs, comme Crotalaria juncea, utilisée contre Bemisia tabaci[47].
- La lutte biologique par lâchers inondation ou par acclimatation peut également être utilisée.
- La sélection des variétés les plus adaptées aux terres cultivées, espèces locales reproductibles localement qui permettent une véritable autonomie.
- L'économie et l'optimisation de la consommation d'eau et de l'irrigation par une meilleure compréhension de l’équilibre terre/eau.
- La source d'énergie mécanique ou animale pour éviter le gaspillage d'énergies et les équipements coûteux, sans nier le progrès mais en l'ajustant aux réalités.
- Les aménagements pour lutter contre l'érosion des surfaces (diguettes, microbarrages, digues filtrantes) et utiliser les eaux de pluie, recharger les nappes phréatiques.
- L'agroforesterie peut être utilisée pour diversifier les productions, réguler les flux hydriques, éventuellement fixer de l'azote si les arbres sont des légumineuses et favoriser les auxiliaires de culture[48].
- Un meilleur couplage de l'élevage avec les productions végétales permet de diversifier les productions, de valoriser des zones à végétation spontanée (landes, steppes, prairies permanentes, prés-vergers, estives...) de valoriser les résidus de culture, les déchets de l’alimentation humaine et les effluents d'élevage et d'améliorer la fertilité des sols (cultures de plantes fourragères pérennes, fixatrices d'azote ou à forte production de biomasse ; utilisation des déjections comme fertilisants, ce qui permet des transferts de fertilité)[49]. Les animaux peuvent également fournir une force de travail et un moyen de transport.
- Les haies vives pour la protection des terres cultivées.
- Le reboisement des terrains non utilisés pour produire des sources de combustibles, une pharmacopée naturelle, l’art et l’artisanat, la nourriture humaine et animale, la régénération des sols.
- La réhabilitation des savoir-faire traditionnels et à la gestion écologique économique.
- Pédagogie adaptée aux acteurs de terrain[50].

### Infrastructures agroécologiques
Les infrastructures agroécologiques fournissent de nombreux services écosystémiques et aménités, en termes de paysage, de protection du sol, de l'eau et de l'air, d'habitat pour des espèces dont certaines sont des auxiliaires de l'agriculture). Elles jouent un rôle majeur dans le maintien ou la restauration de la connectivité biologique de la partie rurale la trame verte et bleue. Elles peuvent contribuer à améliorer la production en diminuant les besoins en intrants chimiques et énergétiques.
Parmi elles, l'association CDA (Centre de développement de l'agroécologie) œuvre pour le progrès et le développement de l'agroécologie en France. Elle travaille en étroite collaboration avec les agriculteurs mais aussi les entreprises de l'agroalimentaire, les acteurs publics et les organisations professionnelles agricoles.

### Développement rural des pays pauvres
L'agroécologie représente une vraie alternative aux systèmes de production dits conventionnels (industriels) dans les pays en développement. En effet, en mettant l'accent sur l'équilibre durable du système sol-culture, elle permet une réduction des apports d'intrants à long terme. Pour Olivier De Schutter, rapporteur spécial pour le droit à l'alimentation du Conseil des droits de l’homme à l'Organisation des Nations unies, « il faut changer de cap, les recettes anciennes ne valent plus aujourd’hui. Les politiques de soutien à l'agriculture visaient à orienter l'agriculture vers l'agriculture industrielle ; il faut à présent qu'elles s'orientent vers l'agro-écologie partout où cela est possible »,.
La prise en compte de cet équilibre entraîne aussi une meilleure capacité de résistance des cultures aux conditions climatiques difficiles : épisodes de sécheresse, pression des adventices, sols appauvris, conditions fréquentes dans les pays en développement, notamment sur le continent africain.
Par exemple, le programme de promotion des revenus ruraux ou PPRR, projet du FIDA à Madagascar, soutient à travers le financement de microprojets les exploitants ayant choisi d'appliquer les principes de l'agroécologie sur leur ferme (voir le témoignage vidéo d'un paysan malgache dans les liens externes).
Certaines associations de solidarité internationale ont fait le choix de poser l'agroécologie comme vecteur de développement local. Pour Patrice Burger, Directeur du CARI et Représentant de la Société civile dans le cadre de la Convention des Nations unies sur la Lutte Contre la Désertification (CNULCD), « l'agro-écologie, au-delà d'un ensemble de techniques, doit être considérée comme une véritable démarche ».

### Revitalisation des sols cultivés

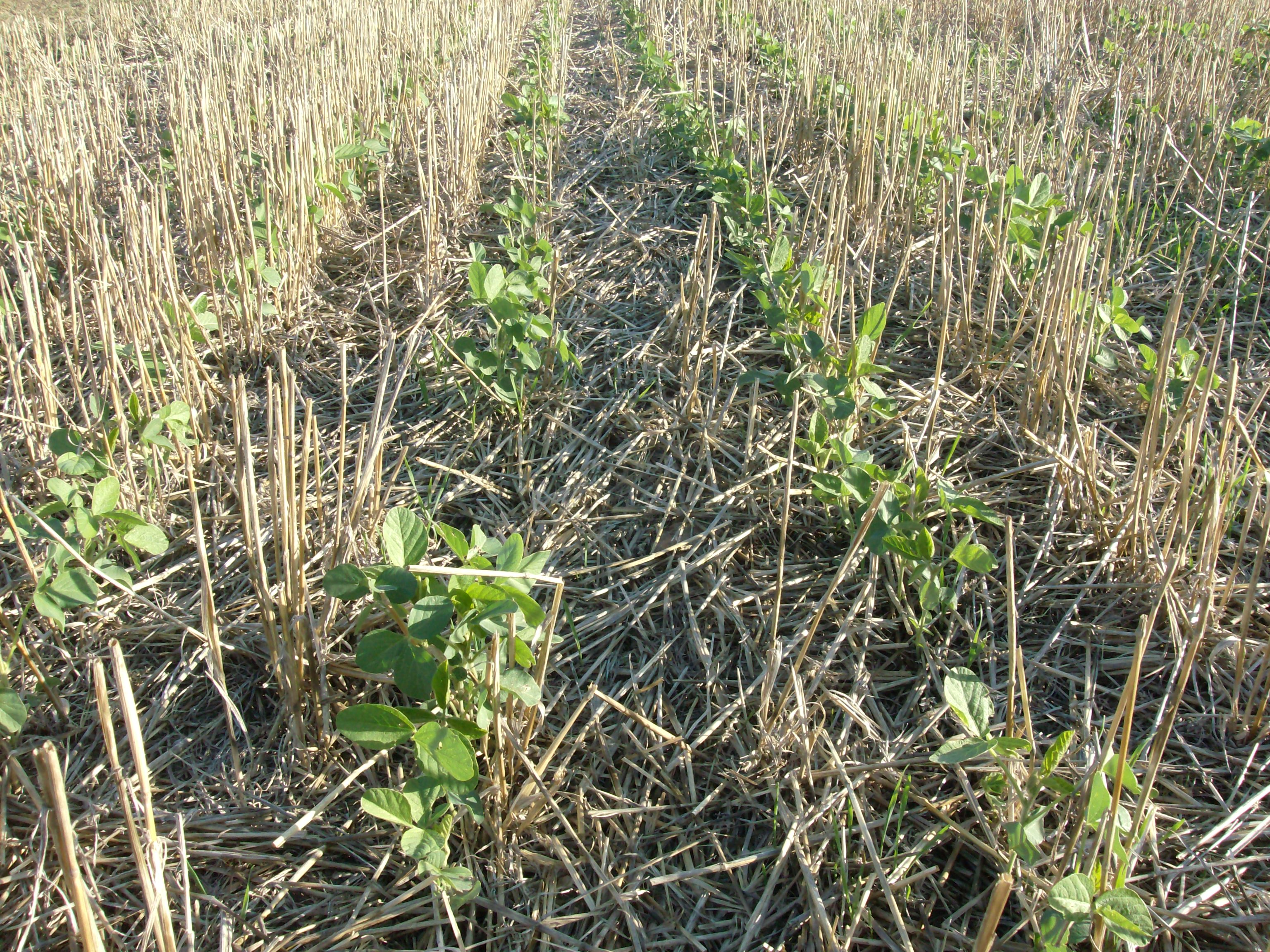
Semis direct (non labour) de soja sur une céréale.

Selon des études scientifiques, les sols cultivés présentent des signes de régression et de dégradation, essentiellement en conséquence de l'érosion, de l'acidification, du tassement, des baisses du niveau de matière organique. Les causes en sont diverses mais l'action de l'homme peut les favoriser. Dans les terrains agricoles en pente, en zones de montagne, les risques d'érosion sont encore plus importants.
Pour endiguer cette dégradation des sols, le compost et le fumier peuvent être répandus sur les sols mais les produits chimiques doivent être limités. Enfin, certaines variétés modernes, notamment hybrides, sont plus fragiles que des variétés traditionnelles, qui demandent moins d'irrigation. Celles-ci, bien associées avec d'autres plantes ou arbres, légumes, fruits ou condiments, sont parfaitement rentables et leur croissance est même plus forte que les hybrides. Les besoins en pesticides et en irrigation sont alors beaucoup moins importants.

## Agroécologie comme discipline scientifique
L’agroécologie est également une discipline scientifique émergente. Elle a pour objet l'étude des agroécosystèmes et l'application des connaissances de l'écologie à l'agriculture.
Miguel Altieri de l'université de Berkeley est un pionnier de cette discipline et est régulièrement sollicité par le PNUE. Il en propose cette définition (1995) : « L'agro-écologie est la science de la gestion des ressources naturelles au bénéfice des plus démunis confrontés à un environnement défavorable. Cette science, de nature biophysique au sens large, porte ainsi sur l'accumulation de connaissances sur les fonctionnements des écosystèmes (cultivés). Elle conduit à la conception, à la création et à l'adaptation sous la forme participative de systèmes de culture complexes productifs et par suite attractifs malgré un milieu défavorable et malgré un recours très faible aux intrants… ».
La recherche en agroécologie peut se mener à différentes échelles : parcelle, exploitation agricole, paysage, système agraire. Francis, en 2003, propose une définition de l'agroécologie à l'échelle des systèmes agraires ou systèmes alimentaires : « l'étude intégrative de l'écologie de l'ensemble du système alimentaire, comprenant les dimensions écologiques, économiques et sociales ». L'agroécologie se caractérise également par son approche transdisciplinaire (incluant l'agronomie, l'écologie, les sciences humaines et sociales), par la prise en compte des savoirs locaux et par l'analyse des systèmes.
En raison de la multiplicité des thèmes de recherche pouvant s'inscrire dans l'agroécologie,  et par conséquent des différences épistémologiques naissantes, certains auteurs tels que Van Dam et al. (2012) suggèrent de distinguer 3 branches au sein de l'agroécologie scientifique :
- l'agroécologie systémique qui traite de la dimension « bio-technique » en prenant largement appui sur l'écologie, les travaux de Miguel Altieri se sont par exemple inscrits dans cette branche dans un premier temps,
- l'agroécologie politique,
- l'agroécologie humaine pour rendre compte des organisations sociales impliquées dans les agroécosystèmes, les travaux de Victor M. Toledo ou ceux de Eduardo Sevilla Guzman sont une bonne illustration de ce que peut produire cette branche,

## Transition agroécologique

### Verrous
Des verrouillages socio-techniques peuvent empêcher, à plusieurs niveaux, la transition vers l'agroécologie:
- Au niveau individuel, le manque de connaissances sur de nouvelles pratiques agricoles , et l'absence de systèmes de conseil adaptés,
- Au niveau de l'exploitation agricole, le manque de terres disponibles pour développer des pratiques alternatives ou l'importance des investissements déjà réalisés, qui doivent être rentabilisés dans un système technique donné ;
- Au niveau organisationnel des filières, l'absence de filière de collecte pour certaines productions ;
- Au niveau organisationnel des territoires, les règles de gestion des ressources naturelles qui doivent se réadapter pour permettre certaines pratiques (propriété de l'arbre, gestion de la vaine pâture, etc.)
- Au niveau national, le manque de connaissances scientifiques ou de soutien des politiques publiques.

### Leviers
En Europe, l'agroécologie pourrait être progressivement encouragée par la conditionnalité des aides compensatrices PAC qui a évolué vers une « écoconditionnalité », aides versées sous réserve du respect de bonnes conditions agricoles et environnementales.
À une échelle plus locale et humaine, la transition agroécologique est facilitée par les démarches collectives d'échanges entre pairs : échanges de pratiques, mais aussi confrontation des retours d'expériences pour aider à passer le cap de changements de pratiques, de systèmes, de stratégies d'entreprises, d'implantation territoriale, etc.

## Acteurs de la «filière agroécologique»
Au niveau international, elle est aujourd'hui officiellement portée par des réseaux comme La Via Campesina (200 millions de paysans sur tous les continents), pratiquée par un nombre vraisemblablement aussi important d'agriculteurs à petite échelle dans le monde entier, et enfin appréhendée explicitement ou implicitement comme science par un nombre croissant d'enseignants-chercheurs à travers des équipes de recherche, laboratoires, importantes revues à comité de lecture (Agroecology and sustainable food systems, The journal of peasant studies…).
En France, il n'existe pas encore d'institut réellement spécialisé, mais une constellation d'acteurs (référencés dans une base de données nationales) est plus ou moins impliquée ou intéressée par l'agroécologie et la restauration ou le développement d'infrastructures agroécologiques. Leurs intérêts convergent souvent, et ils peuvent de mieux en mieux s'appuyer sur la recherche et sur des analyses multicritères, modélisations, réseaux d’essai, traitement d’image, web 2.0, etc. Ces acteurs comptent notamment :
- les ministères chargés de l'Agriculture, de l'Écologie et de la Recherche, qui notamment au travers du CASDAR soutiennent la recherche sur des thèmes en rapport avec l'agroécologie (30 % des projets financés entre 2004 et 2012 traitent de la biodiversité, et le nombre de projet incluant la biodiversité tend à croître depuis 2007, sans doute à la suite du Grenelle de l’environnement au plan Écophyto 2018[63].
- INRA ; Un bilan publié en 2014 montre que parmi les 96 unités de recherche publique ou associations d’unités (GIS) présentes dans les projets CASDAR « biodiversité », 69 impliquent des équipes de l’INRA[63].
- IRSTEA ; qui travaille notamment sur la trame verte et bleue, les économies d'eau pour l'irrigation[43], et l'agriculture numérique de précision[64].
- Solagro, qui est spécialisé sur les infrastructures agroécologiques et anime un projet intitulé « Osez l'agroécologie » visant à faciliter la diffusion des savoirs des agriculteurs en matière d'agroécologie.
- De nombreux instituts techniques agricoles (ITA) sont également concernés, parmi lesquels:
  - ACTA ; intéressé par les pratiques agronomiques via notamment les CIPAN (en lien avec l’apiculture), l'écologie des agropaysages et ses liens avec la protection phytosanitaire (contre les nématode, taupins… notamment), les adventice, messicoles, la lutte biologique et la biodiversité des auxiliaires des cultures. D'autres thèmes d'intérêt sont le plan Écophyto, les bandes enherbées et les infrastructures agroécologiques au sein de la trame verte et bleue. L'ACTA se positionne aussi dans les interfilières (apiculture, grandes cultures, tournesol[63].
  - ARVALIS - Institut du végétal ; intéressé par le rôle des associations végétales, assolement, CIPAN, effet précédent, légumineuse, rotation, taupins dans les pratiques agronomiques et phytosanitaires (Écophyto, gestion des adventices & messicoles, utilisation des auxiliaires des cultures, biofongicide, protection intégrée contre les ravageurs, lutte contre les résistances aux pesticides ou antibiorésistances. Rôle des infrastructures agroécologiques[63] ;
  - ASTREDHOR ; notamment intéressé par le prototypage de solutions phytosanitaires innovantes et plus respectueuses de l'environnement, avec notamment ECOPHYTO 2018[63] ;
  - Terres Inovia ; intéressé — en interfilière — par les pratiques agroécologiques (dont ECOPHYTO, protection intégrée et lutte biologique) concernant le contrôle des adventices, les cultures d’hiver, CIPAN, séquelles de pratiques antérieures, intérêt des légumineuses et de la rotation, etc.[63] ;
  - CTIFL ; intéressé par la protection phytosanitaire, les aménagements parcellaires, les auxiliaires des grandes cultures ;
  - FN3PT ; intéressé par la protection phytosanitaire[63] ;
  - IDELE ; intéressé par la gestion et l'écologie du paysage agricole (Cf. bois, embroussaillement…), la diversité biologique en tant que ressource génétique, la conduite de troupeaux, les diagnostics d’exploitation et de systèmes agricoles (cf. indicateurs, évaluation des infrastructures agro-écologiques via des observatoires, la télédétection, le traitement d’images)[63] ;
  - IFIP ; intéressé par la gestion des territoires et des paysages[63] ;
  - IFPC (Interfilière vin), intéressé par l'impact du paysage et de la gestion sur les arômes, la fermentation, les levures, qualité La protection phytosanitaire : réduction des intrants phytosanitaires[63] ;
  - IFV ; intéressé par la transformation (diversité génétique des levures, fermentation, arômes), la gestion des agropaysages[63] ;
  - ITAB ; intéressé par la biodiversité comme ressources génétique (cf génotype, phénotype, races menacées…) et dans les pratiques agronomiques d'assolement, de rotation et de synergies par associations végétales, ainsi qu'pour la transformation (fermentation) et la protection phytosanitaire (gestion des adventices, protection biologique et intégrée), avec les interfilières agroforesterie, blé dur, poulet, productions fourragères, tomate, vin[63] ;
  - ITAVI ; intéressé par la biodiversité comme ressources génétique (génotype, phénotype, races rustiques et menacées) dans le cadre d'une gestion des territoires et paysages qu'on voudrait plus résilients, y compris grâce à l'agroforesterie ;
  - Institut technique de la betterave ; intéressé par la protection phytosanitaire : adventices, auxiliaires des cultures, champignons phytopathogènes, ECOPHYTO, lutte biologique[63] ;
  - Institut technique interprofessionnel des plantes à parfum, médicinales, aromatiques et industrielles (ITEIPMAI); intéressé par la protection phytosanitaire (ex. : phytoplasme du Stolbur, variétés tolérantes)[63] ;
  - ITSAP ; qui accompagne les CIPAN (avec des réseaux d’essai)[63] ;
  - UNIP ; qui travaille notamment sur l'importance des associations végétales[63].

## Filmographie
À Madagascar, de nouvelles pratiques agricoles se mettent en place pour lutter contre les changements climatiques et préserver la sécurité alimentaire des familles, un film (8 min) de l'institut de recherche pour le développement.

#### Auteurs de référence
- René Dumont, Pierre Rabhi, Georges Toutain, Marc Dufumier, Claude Bourguignon

### Cours en ligne
- Cours en ligne sur l'Agroécologie, AgroParisTech
- Cours en ligne sur l'Agroécologie sur la plate-forme FUN, Montpellier Supagro
- Université virtuelle d'agroécologie